# Académie des beaux-arts d'Azerbaïdjan
Pour les articles homonymes, voir Académie des beaux-arts.
L'Académie des beaux-arts d'Azerbaïdjan (en azéri : Azərbaycan Dövlət Rəssamlıq Akademiyası) est un établissement d'enseignement supérieur d'art en Azerbaïdjan, fondé en 2000.

## Histoire et modernité
L'établissement d'enseignement supérieur relevant du ministère de l'Éducation de la République d'Azerbaïdjan, établissement d'enseignement supérieur créé le 13 juin 2000 par décret de Heydar Aliyev. Selon le décret, ADRA est créé sur la base de l'université d'État de la Culture et des Arts d'Azerbaïdjan. 
L'Académie est le seul établissement d'enseignement supérieur de la république qui met en œuvre des programmes éducatifs aux niveaux secondaire, secondaire et post-secondaire, fournit un contenu et une formation de qualité conformément aux exigences de l'enseignement supérieur artistique et prépare du personnel professionnel pour tous les types des arts visuels. 
Actuellement, plus de 800 étudiants étudient à l'Académie nationale des arts d'Azerbaïdjan. Le bâtiment de l'académie est de 6 500 m2 et se compose de 128 salles de classe, de divers bureaux de matières, de laboratoires et d'ateliers.

## Département des sciences
L'activité principale du Département des sciences de l'Académie des arts est la planification et la mise en œuvre de travaux de recherche et de création, la préparation d'étudiants diplômés et doctorants, la préparation des supports pédagogiques nécessaires.
Au cours de son existence, le département a publié 15 monographies, 30 manuels, environ 60 manuels, une anthologie et un album.
L'Académie accueille régulièrement des conférences républicaines et internationales, des colloques, des expositions créatives. Sous le Département des sciences, il existe une société de création scientifique étudiante. Les artistes sont représentés dans cette société. Les étudiants et doctorants de l'AGAH participent aux conférences et expositions scientifiques étudiantes. le Département des sciences est dirigé par Nigar Akhundova.

## Structure
L'académie compte 102 professeurs-enseignants, dont 2 docteurs en sciences, 13 professeurs, 7 candidats en sciences et 13 professeurs associés. Aujourd'hui, plus de 800 étudiants étudient à l'Académie nationale des arts d'Azerbaïdjan.
Les spécialités suivantes sont représentées à l'académie :
- Peinture (temps plein)
- Graphisme (temps plein)
- Architecture (temps plein)
- Conception (temps plein)
- Arts décoratifs (temps plein)
- Sculpture (temps plein)
- Critique d'art (temps plein)
- Art du dessin

Le recteur de l'académie en 2022 est Omar Hasan oglu Eldarov.